# Unbreakable (álbum de Fireflight)
Unbreakable —en español: «Inquebrantable»—  es el tercer álbum de estudio de larga duración lanzado por la banda de Rock Cristiano Fireflight, pero el segundo de larga duración y no-independiente que se publica en Flicker Records. El álbum se grabó en septiembre y octubre de 2007 y fue lanzado el 4 de marzo de 2008 por Flicker Records. 
 La vocalista 'Dawn Michele', dijo que el proceso de grabación fue "uno de los momentos más agitados de nuestra vida porque hemos tenido unos seis años para escribir el primer disco y unos seis meses para escribir el segundo ".

El álbum cuenta con un video llamado Unbreakable.

## Lanzamiento y promoción
La canción con el mismo nombre del álbum, "Unbreakable", fue oficialmente lanzada en la radio en diciembre de 2007. La canción apareció en un episodio de The Bionic Woman de la NBC. El video musical de "Unbreakable" tuvo su estreno el 29 de marzo de 2008.
El segundo sencillo de radio del álbum, "The Hunger", fue lanzado a mediados de 2008. En junio de 2010, el álbum vendió alrededor de 100.000 copias.

## Estilo y canciones
La banda de Hard Rock liderada por una mujer ha sido comparada muchas veces con bandas similares como Paramore y Evanescence, y la voz de 'Dawn Michele' en «Unbreakable» ha sido descrita como "fascinante".

El revisor de Allmusic, 'Jared Johnson', etiquetó ciertos temas como "roqueros pulsantes", tales como los sencillos Unbreakable. y The Hunger, él describió las letras de las canciones del álbum como "victoriosas, como un refugio para los oyentes que luchan con la soledad, el desaliento, y el aislamiento ". El guitarrista 'Justin Cox' dijo "Hicimos esto (el álbum) lo más pesado que pudimos sin ser metal".
El título del álbum "Unbreakable" se basa en el relato bíblico de Jesús y la mujer sorprendida en adulterio. 'Dawn Michele' (vocalista) dijo: "Las personas responsables estaban dispuestos a matarla, y Jesús habla por ella, les cambia su forma de pensar y les hace sentirse avergonzados por haberla acusado [...] Ella sabe que es culpable, y sin embargo ella de un momento a otro es libre y se le da una segunda oportunidad ".

## Lista de posiciones
El álbum debutó en el #10 en Top Heatseekers de Billboard y #15 en la lista de álbumes cristianos. El primer sencillo Unbreakable fue lanzado a finales de 2007 y febrero de 2008 alcanzó el número uno en las listas de radio cristianas de rock después de las siete semanas de difusión radial. La canción también alcanzó el puesto #4 en Radio And Records CHR de abril de 2008. Fue la 14° canción más tocada en R&R magazine's Christian CHR en el año 2008.
"The Hunger", segundo sencillo del álbum, llegó al número 1 en julio de 2008.

## Lista de canciones
| Standard Edition |                          |          |  |
| N.º              | Título                   | Duración |  |
| 1.               | «Unbreakable»            | 3:21     |  |
| 2.               | «You Gave Me A Promise»  | 3:32     |  |
| 3.               | «Brand New Day»          | 4:11     |  |
| 4.               | «The Hunger»             | 3:09     |  |
| 5.               | «Stand Up»               | 3:16     |  |
| 6.               | «Forever»                | 3:43     |  |
| 7.               | «Go Ahead»               | 3:02     |  |
| 8.               | «The Love We Had Before» | 3:43     |  |
| 9.               | «So Help Me God»         | 3:17     |  |
| 10.              | «Wrapped In Your Arms»   | 3:40     |  |

## Integrantes
- Dawn Michele – Vocalista
- Justin Cox – Guitarra líder, Corista
- Wendy Drennen – Bajo
- Phee Shorb – Batería
- Glenn Drennen – Guitarra eléctrica

## Nominaciones
El álbum fue nominado para un Premio Dove por Álbum Rock/Contemporáneo del Año en los GMA Dove Awards 40th. La canción "Unbreakable" también fue nominada para la Canción de Rock/Contemporáneo del Año.